# カレー屋ケンちゃん
『カレー屋ケンちゃん』（カレーやケンちゃん）は、1979年3月1日から1980年2月28日まで、TBS系列で毎週木曜19:30 - 20:00（JST）に全52話が放送された児童向けドラマである。全52話。

## 概要
『ケンちゃんシリーズ』第11作。「カレーショップ・ヤマシタ」が舞台となる。
本作より牟田悌三に代わって、高津住男がお父さん役になる。また3代目ケンジ役に野崎秀吾が選ばれた。また、長きに渡っておじいさん役を務めた有島一郎と、『おそば屋ケンちゃん』（1975年）よりチャコ役を演じた斎藤ゆかりのシリーズ出演最終作である。
前作『スポーツケンちゃん』を以て完全撤退したライオングループに代わり、同業社の花王石鹸（現：花王）がスポンサーに参入、以後最終作『チャコとケンちゃん』（第2作）まで明治製菓（現：明治）と花王石鹸の二社提供となる。

## 出演者
- ケンイチ：岡浩也
- チャコ：斎藤ゆかり
- ケンジ：野崎秀吾
- お父さん：高津住男
- お母さん：岸久美子
- おじいさん：有島一郎
- おばあさん：風見章子
- ハリキリ先生：三ツ木清隆
- 庄野たけし
- ケイスケ：佐藤佑介
- 下川辰平
- 桜むつ子
- ミカ：和智友希
- ゴン：都井健二
- シメタ：進士晴久
- ゲンさん：大谷淳
- モノシリ：小塙謙士
- 安夫：丹呉年克
- ユカコ：鈴木美江
- マチ子（ハリキリ先生の妹）：清島智子
- 英子（ゲンさんの妹）：幡野芳美
- 菜々：斎藤こず恵
- 正秀：古見則彦
- カツオ：倉沢満夫
- 善二：武末正和
- みゆき：松本ちえこ
- 春美：伊藤つかさ

ほか

## スタッフ
- 脚本：多地映一、三宅直子
- 制作：TBS、国際放映

## 主題歌
「カレー屋ケンちゃん」
- 作詞：みなみらんぼう／作曲：森田公一／編曲：丸山雅仁／歌：岡浩也
- 岡の単独歌唱はシリーズ唯一。
- キャニオンレコード（現：ポニーキャニオン）から発売された。

## サブタイトル
1. 1979年3月1日 「甘口辛口どちらです?」
2. 1979年3月8日 「ハリキリ先生がやって来た!」
3. 1979年3月15日 「チャコがきれいになるには?」
4. 1979年3月22日 「ケンカで生まれた友情」
5. 1979年3月29日 「やったぜ! 名犬ジョン」
6. 1979年4月5日 「チャコのバレリーナ」
7. 1979年4月12日 「歌声は春の空へ!」
8. 1979年4月19日 「学校のうさぎとハリキリ先生」
9. 1979年4月26日 「チャコさびしかったの!」
10. 1979年5月3日 「恋ってなあに?」
11. 1979年5月10日 「ゆかいな相撲大会」
12. 1979年5月17日 「お母さんの声が聞こえる!!」
13. 1979年5月24日 「歌う看護婦さん!」
14. 1979年5月31日 「友情のハモニカ楽団」
15. 1979年6月7日 「泣くな! ケンジちゃん」
16. 1979年6月14日 「時の記念日とハリキリ先生」
17. 1979年6月21日 「釣りして泳いでハイキング!!」
18. 1979年6月28日 「おばあちゃんのファッションショー」
19. 1979年7月5日 「勇気をだして! ごめんなさい」
20. 1979年7月12日 「小犬とケンジちゃん」
21. 1979年7月19日 「ライバルとハリキリ先生」
22. 1979年7月26日 「敵か? 味方か? ガミガミじいさん」
23. 1979年8月2日 「夏休みの合宿日記」
24. 1979年8月9日 「ロックで盆踊り!!」
25. 1979年8月16日 「幸運の星占い」
26. 1979年8月23日 「冒険旅行とハリキリ先生」
27. 1979年8月30日 「みんなの防災訓練」
28. 1979年9月6日 「チャコが大人になったら?」
29. 1979年9月13日 「幸せをよぶ指笛」
30. 1979年9月20日 「利根川と谷川岳へ行ったよ! その1」
31. 1979年9月27日 「利根川と谷川岳へ行ったよ! その2」
32. 1979年10月4日 「チャコと赤い靴」
33. 1979年10月11日 「怪獣とおねえさん」
34. 1979年10月18日 「お見合いとハリキリ先生」
35. 1979年10月25日 「口笛オーケストラ」
36. 1979年11月1日 「九官鳥が教えたよ」
37. 1979年11月8日 「お母さんは太陽さ」
38. 1979年11月15日 「たずねて来た親友」
39. 1979年11月22日 「やくそくとハリキリ先生」
40. 1979年11月29日 「がんばれ弱虫くん」
41. 1979年12月6日 「謎の宇宙人は?」
42. 1979年12月13日 「涙のコンサート」
43. 1979年12月20日 「落葉に消えた少女」
44. 1979年12月27日 「みんなで交換会」
45. 1980年1月10日 「いじめっ子に勝つ方法」
46. 1980年1月17日 「チャコのお習字」
47. 1980年1月24日 「今から50年たったら?」
48. 1980年1月31日 「相談はお父さんと」
49. 1980年2月7日 「時代劇だよ! ハリキリ先生」
50. 1980年2月14日 「寒い朝に生まれた友情」
51. 1980年2月21日 「一泊二日の遊園地」
52. 1980年2月28日 「幸せ家族は春一番」

1980年1月3日はディズニーアニメ『砂漠は生きている』（19:30 - 20:55）のため休止。正月特番で休止になるのはこれが初。

## 参考資料
- テレビドラマデータベース